# Peter Fitzek
Pour les articles homonymes, voir Fitzek.
 (août 2024).
 (août 2024).
La mise en forme du texte ne suit pas les recommandations de Wikipédia : il faut le « wikifier ».
Les points d'amélioration suivants sont les cas les plus fréquents :
- Les titres sont pré-formatés par le logiciel. Ils ne sont ni en capitales, ni en gras.
- Le texte ne doit pas être écrit en capitales (les noms de famille non plus), ni en gras, ni en italique, ni en « petit »…
- Le gras n'est utilisé que pour surligner le titre de l'article dans l'introduction, une seule fois.
- L'italique est rarement utilisé : mots en langue étrangère, titres d'œuvres, noms de bateaux, etc.
- Les citations ne sont pas en italique mais en corps de texte normal. Elles sont entourées par des guillemets français : « et ».
- Les listes à puces sont à éviter, des paragraphes rédigés étant largement préférés. Les tableaux sont à réserver à la présentation de données structurées (résultats, etc.).
- Les appels de note de bas de page (petits chiffres en exposant, introduits par l'outil «  Source ») sont à placer entre la fin de phrase et le point final[comme ça].
- Les liens internes (vers d'autres articles de Wikipédia) sont à choisir avec parcimonie. Créez des liens vers des articles approfondissant le sujet. Les termes génériques sans rapport avec le sujet sont à éviter, ainsi que les répétitions de liens vers un même terme.
- Les liens externes sont à placer uniquement dans une section « Liens externes », à la fin de l'article. Ces liens sont à choisir avec parcimonie suivant les règles définies. Si un lien sert de source à l'article, son insertion dans le texte est à faire par les notes de bas de page.
- La présentation des références doit suivre les conventions bibliographiques. Il est recommandé d'utiliser les modèles {{Ouvrage}}, {{Chapitre}}, {{Article}}, {{Lien web}} et/ou {{Bibliographie}}. Le mode d'édition visuel peut mettre en forme automatiquement les références.
- Insérer une infobox (cadre d'informations à droite) n'est pas obligatoire pour parachever la mise en page.

Pour une aide détaillée, merci de consulter Aide:Wikification.
Si vous pensez que ces points ont été résolus, vous pouvez retirer ce bandeau et améliorer la mise en forme d'un autre article.
Peter Fitzek. (* 12 août) 1965 à Halle (Saale)) est un activiste allemand issu de la mouvance Reichsbürger. Il nie lui-même faire partie du mouvement des citoyens du Reich. Il est le chef autoproclamé d'un État imaginaire qu'il a fondé dans la ville de Luther, Wittenberg et qu'il appelle "Royaume d'Allemagne". Fitzek a également exploité, sans autorisation de l'Office fédéral de surveillance des services financiers (BaFin) pendant plusieurs années, une banque personnelle et plusieurs assurances,.
En raison de ses activités, Fitzek est surveillé par la Protection de la Constitution de Saxe-Anhalt. À partir du 8 juin 2016, Fitzek se trouvait en détention provisoire, notamment pour l'accusation d'abus de confiance aggravé, dont il a été libéré en avril 2018, après que la Cour fédérale de justice a annulé une condamnation par le Tribunal régional de Halle à une peine privative de liberté de trois ans et huit mois et l'a renvoyé pour un nouveau procès. La procédure a ensuite été classée par le tribunal de grande instance de Halle le 29 novembre 2018 à la suite d'une requête du parquet de Halle. Depuis septembre 2018, une autre condamnation à une peine d'emprisonnement de 2 ans et 6 mois, entre autres pour des opérations d'assurance non autorisées, est en outre devenue définitive ; la peine a été exécutée depuis fin octobre 2018. En février 2019, Fitzek a été libéré de manière anticipée, sa détention provisoire pendant la procédure devant le tribunal de grande instance de Halle ayant été déduite de sa durée de détention.
Fizek est en réseau avec des groupes et des personnes de Nouvelle Droite, comme Jürgen Elsässer ainsi que des activistes du mouvement anti-Corona comme Michael Ballweg,. A Wittenberg, il rencontre régulièrement pour des discussions politiques le publiciste d'extrême droite et professeur de yoga Mathias Tietke.